# Рид, Алан
Алан Рид (при рождении Тедди Бергман; 20 августа 1907, Нью-Йорк — 14 июня 1977, Лос-Анджелес) — американский актёр и мастер озвучивания. Наиболее известен озвучиванием Фреда Флинстоуна в сериале «Флинстоуны» и других, Бориса в «Леди и Бродяга». Также снялся в нескольких фильмах, таких как «Запятнанные ангелы», «Завтрак у Тиффани», «Вива Сапата!».
Тедди Бергман изучал журналистику в Колумбийском университете, но по специальности не работал. Начал свою карьеру в качестве диктора радио.
Умер от сердечного приступа в Лос-Анджелесе, Калифорния. Его тело было передано для медицинских исследований медицинского университета.

## Фильмография
- 1944 — Дни славы — Саша
- 1946 — Почтальон всегда звонит дважды — Эзра Лайам Кеннеди
- 1952 — Вива Сапата! — Панчо Вилья
- 1957 — Запятнанные ангелы — полковник Файнман
- 1961 — Завтрак у Тиффани — Салли Помидор
- 1965 — Семейка Аддамс — Фиск
- 1967 — Бэтмен — генерал Мак-Грудер